# Alboscia silveirensis
Alboscia silveirensis là một loài chân đều trong họ Philosciidae. Loài này được Araujo miêu tả khoa học năm 1999.